# Leucopholis elongata
Leucopholis elongata är en skalbaggsart som beskrevs av Brenske 1892. Leucopholis elongata ingår i släktet Leucopholis och familjen Melolonthidae. Inga underarter finns listade i Catalogue of Life.